# Efestia
Efestia (in greco Ἡφαιστία, che significa "città di Efesto") è il nome di un'antica città dell'isola di Lemno i cui abitanti furono menzionati nell'antichità da Erodoto. Era situata nella baia di Pournia.
Fu chiamata così in onore di Efesto, dio greco della metallurgia, il cui culto era mantenuto sull'isola. Un tempo era la capitale dell'isola (dall'VIII al VI secolo a.C.), di cui rimangono solo le rovine.
Il teatro greco risale alla fine del V e all'inizio del IV secolo a.C.. È stato ricostruito dal 2000 al 2004 e nel 2010 è stato rappresentato il primo spettacolo teatrale (Edipo Re di Sofocle) dopo 2.500 anni. Il teatro ha una capacità di 200 persone nell'area principale e di altre 1.000 all'esterno.

## Storia
Secondo Erodoto, le città dell'isola di Lemno, Efestia e Mirina, erano abitate dai Pelasgi. Questi Pelasgi avevano promesso di restituire l'isola agli Ateniesi se in un'occasione le navi ateniesi, spinte dai venti del nord, fossero riuscite a raggiungere l'isola in meno di nove giorni da Atene. Molti anni dopo, gli Ateniesi al comando di Milziade il Giovane compirono la traversata nella stagione degli alisei in otto giorni. Gli abitanti pelasgi di Efestia abbandonarono l'isola, ma gli abitanti di Myrina resistettero e furono assediati fino alla resa, avvenuta intorno al 500 a.C..
Gli scavi hanno portato alla luce resti dell'antica città, tra cui un teatro e un santuario dedicato a una divinità femminile.

## Scavi archeologici
Nell'agosto e settembre 1926, i membri della Scuola archeologica italiana di Atene condussero degli scavi di prova sull'isola. Lo scopo generale degli scavi era quello di far luce sulla civiltà "etrusco-pelasgiana" dell'isola. Gli scavi sono stati condotti sul sito della città di Efisia dove i Pelasgi, secondo Erodoto, si arresero a Milziade di Atene. Lì è stata scoperta una necropoli (circa IX-VIII secolo a.C.) che ha rivelato oggetti di bronzo, vasi e oltre 130 ossuari. Gli ossuari contenevano ornamenti funerari distinti per uomini e donne. Gli ossari maschili contenevano coltelli e asce, mentre quelli femminili orecchini, spille di bronzo, collane, diademi d'oro e braccialetti. Le decorazioni di alcuni oggetti d'oro contenevano spirali di origine micenea, ma non avevano forme geometriche. In base alla loro ornamentazione, i vasi scoperti nel sito appartengono al periodo geometrico. Tuttavia, i vasi conservavano anche spirali indicative dell'arte micenea. I risultati degli scavi indicano che gli abitanti della prima età del ferro di Lemnos potrebbero essere un residuo di una popolazione micenea e, inoltre, il primo riferimento attestato a Lemnos è il greco miceneo ra-mi-ni-ja, "donna lemnia", scritto in scrittura sillabica lineare B.